# アリエル・ウィンター
アリエル・ウィンター・ワークマン（Ariel Winter Workman 、1998年1月28日 - ）はアメリカ合衆国の女性声優・女優。アメリカ合衆国カリフォルニア州・ロサンゼルス生まれ。姉は女優のシャネル・ワークマン・兄は元子役のジミー・ワークマン。エミー賞2010と第17、18回全米映画俳優組合賞アンサンブル賞 (コメディシリーズ)を受賞。

## 経歴
6歳からCMに出演している。その後多くのテレビシリーズに出演。2009年からはテレビシリーズ『モダン・ファミリー』に次女アレックス役で出演している。

## 私生活
娘・アリエルに対する虐待の容疑で米国司法当局が母・クリスタルを2012年11月3日に公判し「娘・アリエルの半径90メートル以内に入っては行けない」と命令している。現在アリエルは20歳上の姉・シャネル（Shanelle Gray）の保護下におかれているが、シャネル自身も20年ほど前に同様の事件によって母親から隔離され、二年ほど別れて暮らしたが、再び母親と暮らすことは無かった。母親は、シャネルの行為はアリエルの稼ぎが狙いだと主張し、娘を取り戻そうとしたが、シャネルの夫（俳優）は祖父がペプシ・コーラの創業メンバーの一人で、その相続人であるため、金銭には困っていない。2015年、当時17歳であったが、裁判所の判断により独立が認められた。
また、キャメロン・パラタスと交際するも破局している。

## エピソード
かつては15歳で日本のGカップからHカップに相当する大きすぎる胸がコンプレックスであったが、17歳の時にバスト縮小手術を受け、手術後のバストサイズは日本におけるDカップからEカップのサイズとなり「とても軽くて快適！」と大満足の結果となった。このバストを本人は気に入っており、手術以降は公式の場では胸元を強調した衣装を着ることが多い。

## フィルモグラフィー

### 映画
| 年   | 邦題/原題                                                                           | 役名                           | 備考     |
| ---- | ----------------------------------------------------------------------------------- | ------------------------------ | -------- |
| 2005 | キスキス,バンバン Kiss Kiss Bang Bang                                               | 7歳の頃のハーモニー            |          |
| 2006 | バンビ2 森のプリンス Bambi ll                                                       | とんすけの妹                   | 声の出演 |
| 2006 | おさるのジョージ Curious George                                                     | 子供                           | 声の出演 |
| 2006 | アイス・エイジ2 Ice Age: The Meltdown                                               | 複数の役                       | 声の出演 |
| 2008 | ワン・ミス・コール One Missed Call                                                  | 殺人鬼 エリー・レイトン (生前) |          |
| 2008 | ホートン/ふしぎな世界のダレダーレ Horton Hears a Who!                               | 複数の役                       | 声の出演 |
| 2008 | スピード・レーサー Speed Racer                                                      | トリクシー (幼少時代)          |          |
| 2009 | ファイナルファンタジーVII アドベントチルドレン Final Fantasy Vll: Advent Children   | マリン・ウォーレス             | 声の出演 |
| 2009 | くもりときどきミートボール Cloudy with a Chance of Meatballs                        | 複数の役                       | 声の出演 |
| 2009 | アフロサムライ: レザレクション Afro Samurai: Resurrection                           | 幼い頃のシオ                   | 声の出演 |
| 2010 | キス&キル Killers                                                                   | サディー                       |          |
| 2011 | トリプルH in BAD DADDY ～史上最悪のツアーガイド～ The Chaperone                     | サリー                         |          |
| 2011 | フィニアスとファーブ/ザ・ムービー Phineas and Ferb: Across the 2nd Dimension        | グレッチェン                   | 声の出演 |
| 2012 | パラノーマン ブライス・ホローの謎 ParaNorman                                        | 子供                           | 声の出演 |
| 2012 | バットマン: ダークナイト リターンズ Part 1 Batman: The Dark Knight Returns - Part 1 | キャリー・ケリー / ロビン      | 声の出演 |
| 2012 | バットマン: ダークナイト リターンズ Part 2 Batman: The Dark Knight Returns - Part 2 | キャリー・ケリー / ロビン      | 声の出演 |
| 2014 | 天才犬ピーボ博士のタイムトラベル Mr. Peabody & Sherman                              | ペニー・ピーターソン           |          |
| 2017 | ラスト・ムービースター The Last Movie Star                                          | リル                           |          |

### テレビ
| 年          | 邦題/原題                                         | 役名                   | 備考                         |
| ----------- | ------------------------------------------------- | ---------------------- | ---------------------------- |
| 2006        | 名探偵モンク Monk                                 | ドナ・ケイン           | 1エピソード                  |
| 2006        | ジェリコ 閉ざされた街 Jericho                     | ジュリー               | 1エピソード                  |
| 2006        | BONES Bones                                       | リザ                   | 1エピソード                  |
| 2006        | NIP/TUCK マイアミ整形外科医 Nip/Tuck              | 子供                   | 1エピソード                  |
| 2007        | 女検死医ジョーダン Crossing Jordan                | グウェン               | 1エピソード                  |
| 2007        | クリミナル・マインド FBI行動分析課 Criminal Minds | ケイティ               | 1エピソード                  |
| 2007 - 2015 | フィニアスとファーブ Phineas and Ferb             | グレッチェン           | 声の出演                     |
| 2008        | ゴースト 〜天国からのささやき Ghost Whisperer     | ナタリー               | 1エピソード                  |
| 2009        | ER緊急救命室 ER                                   | ルーシー・ムーア       | 5エピソード                  |
| 2009 -      | モダン・ファミリー Modern Family                  | アレックス・ダンフィー | メインキャスト 139エピソード |
| 2012        | Winx Club                                         | マーシー               | 1エピソード                  |
| 2013 -      | ちいさなプリンセス ソフィア Sofia the First       | ソフィア               | 主演 声の出演 41エピソード   |
| 2023        | ファイヤーバディ Firebuds                         | カラミティ             | 声の出演 1エピソード         |

### ゲーム
| 年   | 邦題/原題                                                            | 役名           | 備考     |
| ---- | -------------------------------------------------------------------- | -------------- | -------- |
| 2010 | キングダム ハーツ バース バイ スリープ Kingdom Hearts Birth by Sleep | 幼い頃のカイリ | 声の出演 |
| 2012 | ファイナルファンタジーXIII-2 Final Fantasy XIII-2                    | モーグリ       | 声の出演 |

## 参照
1. ↑  『アダムス・ファミリー』のパグズリー役で有名。
2. ↑  "It's Evening in America". Vanity Fair. May 2012. Page 159.
3. ↑  “「モダン・ファミリー」のアレックス　母親から度重なる虐待を受け姉と暮らすことに”. シネマトゥデイ. (2012年11月11日) 2012年12月30日閲覧。
4. ↑  連鎖する恐怖　娘の友人と不倫、親子で薬物所持……セレブに見る機能不全家族の実態サイゾー・ウーマン　2013.02.07
5. ↑  Ariel Winter's Sister　Money Isn't the Motive ...Because She's LOADED　Fishwrapper　11/22/2012
6. ↑  “「モダン・ファミリー」のアリエル・ウィンター　17歳で法的に独立”.   シネマトゥデイ (2015年5月20日). 2015年5月21日閲覧。
7. ↑  バスト縮小でより大胆に!?アリエル・ウィンター、胸元全開のセクシーすぎるドレスで登場 MOVIE WALKER PRESS 2018/1/19 11:53 (2024年2月23日閲覧)